# Pomsta Catullova (opera)
Pomsta Catullova (op. 4) je opera o jednom dějství českého skladatele Osvalda Chlubny na vlastní libreto podle stejnojmenné hry básníka Jaroslava Vrchlického. Premiéru měla roku 1921 v Národním divadle v Brně, v přepracované verzi ji uvedla v roce 1959 brněnská JAMU.

## Vznik, charakteristika a historie
Pomsta Catullova je první opera – a vůbec jedna z prvních skladeb – českého skladatele Osvalda Chlubny, významného žáka Leoše Janáčka. Pětadvacetiletý Chlubna v té době vyučoval na Janáčkově varhanické škole, od roku 1919 brněnské konzervatoři. Uvedlo ji Národní divadlo v Brně v kombinaci se Zvíkovským raráškem Vítězslava Nováka. Premiéra se konala 30. listopadu 1921 – tedy jen týden po premiéře Janáčkovy Káti Kabanové – a derniéra pak 20. ledna následujícího roku.
Pomsta Catullova byla napsána v dobovém stylu pozdního novoromantismu, inspirovaném zejména Richardem Straussem, a technikou příznačných motivů. Již zde se objevuje rys charakteristický pro Chlubnovu skladební techniku i v dalších operách, který Ludvík Kundera popsal jako spojení „neklidných, neukojených rychlých běhů“ a „klidně položených sledů akordů“. Ve vokálních partech, s ohledem na konverzační povahu libreta, převládá rychlý recitativ, který jen v některých lyrických scénách mezi Catullem a Akmé zvolňuje v tempu a přibírá na zpěvnosti.
Gracian Černušák podrobil v recenzi pro Lidové noviny práci poměrně ostré kritice. Připomenul Chlubnův nedostatek zkušeností a konstatoval, že „[k] oboru, k němuž obracejí se skladatelé zpravidla po delší, všestranné přípravě, [tj. k opeře] sáhl Chlubna bez nejnutnějších zkušeností a neučinil tak beztrestně.“ Dílo prý bylo zkomponováno „bez nejzákladnějších znalostí stavby většího celku“ a v jeho roztříštěnosti zanikly i pozitivní rysy, jako snaha o psychologickou a situační charakteristiku. Navíc je podle recenze hudba Pomsty Catullovy příliš vážná a výrazově hutná pro veseloherní námět a instrumentace příliš hřmotná, takže se v ní zpívané slovo utápí. Poslední výtku podtrhují i příznivější recenze Chlubnova díla v Moravské orlici i v časopise Dalibor; přes skladatelovo nesporné nadání vidí hlavní závadu „v nepoměru jakosti hudby, velmi těžké, vzhledem k obsahu libreta“. Když Černušák o desetiletí později psal mnohem pozitivnější recenzi Chlubnovy třetí opery Ňura, vzpomenul, že Pomsta Catullova byla „namnoze ještě diletantsky neobratná“. Zato Ludvík Kundera s dvacetiletým odstupem zastával názor, že Chlubnova operní prvotina „není skladebně nijak rozpačitá“ a „udivuje bystrým jevištním smyslem a hotovou technikou“, že „[h]udba sleduje tu děj přesně a lehce“ a že vůbec Pomsta Catullova již vykazuje všechny Chlubnovy pozdější přednosti, včetně zejména mistrné instrumentace.
Chlubna se ke své operní prvotině vrátil ještě jednou po více než čtyřiceti letech. Koncem 50. let 20. století vyučoval na Janáčkově akademii múzických umění a v té době nastudovali Pomstu Catullovu studenti JAMU v rámci svého Operního studia, a to v kombinaci s jednoaktovkou Svatá noc Ludvíka Podéště, což je prostřední část jeho trilogie Tři apokryfy podle povídek Karla Čapka. Inscenace měla premiéru 5. června 1959 a hrála se v bývalém kabaretním divadle v budově Typos (od roku 1960 sídlo Televizního studia Brno).

## Osoby a první obsazení

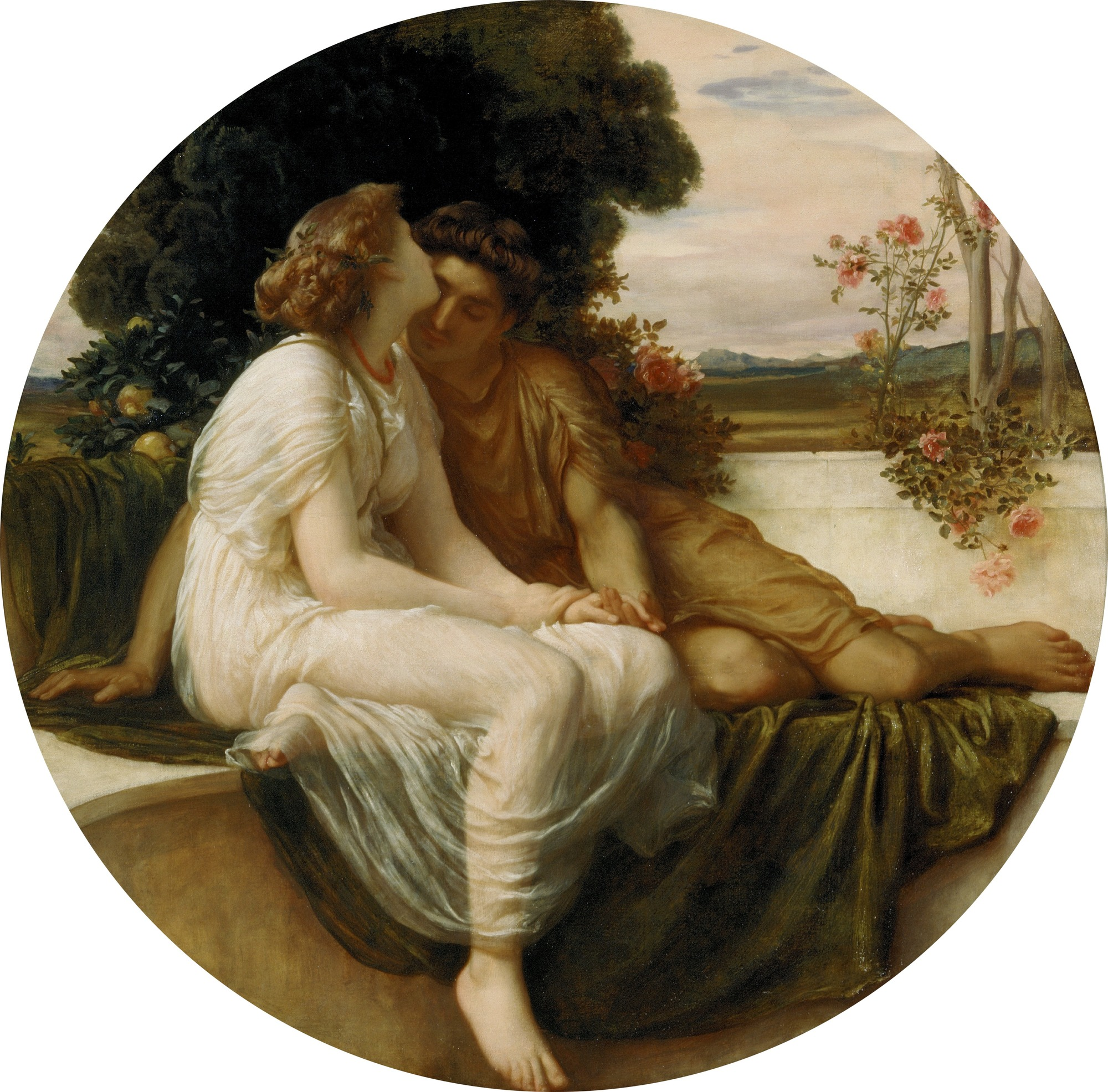
Akmé a Septimius, obraz Fredericka Leightona z roku 1868. Akmé a Septimius jsou postavy milenců z 45. písně Catullovy.

| osoba                                              | hlasový obor      | premiéra 1. verze (30. listopadu 1921) | premiéra 2. verze (5. června 1959) |
| -------------------------------------------------- | ----------------- | -------------------------------------- | ---------------------------------- |
| Clodie, zvaná Lesbie, choť konzula Cecilia Metella | dramatický soprán | Anna Krancová                          | Emilie Jirglová                    |
| Akmé (Akme)                                        | lyrický soprán    | Božena Snopková                        | Jarmila Nenadálová                 |
| Gaius Valerius Catullus                            | baryton           | Alois Ježek                            | Oldřich Jakubík                    |
| Quintus Caecilius Metellus, konzul                 | bas               | Jaroslav Tyl                           | Petr Růžička                       |
| Persistrates, syrský otrokář                       | baryton           | René Milan                             | Jindřich Grepl                     |
| Furinus, Catullův správce                          | tenor             | Václav Šindler                         | (Naděžda Vilímová)                 |
| Sluhové Catulla, otrokyně Clodie                   |                   |                                        |                                    |
| Dirigent:                                          | Dirigent:         | Jan Janota                             | Jiří Pinkas                        |
| Režie:                                             | Režie:            | Ota Zítek                              | Miloš Wasserbauer                  |
| Scéna:                                             | Scéna:            | Alexandr Vladimír Hrstka               | …                                  |

## Děj opery

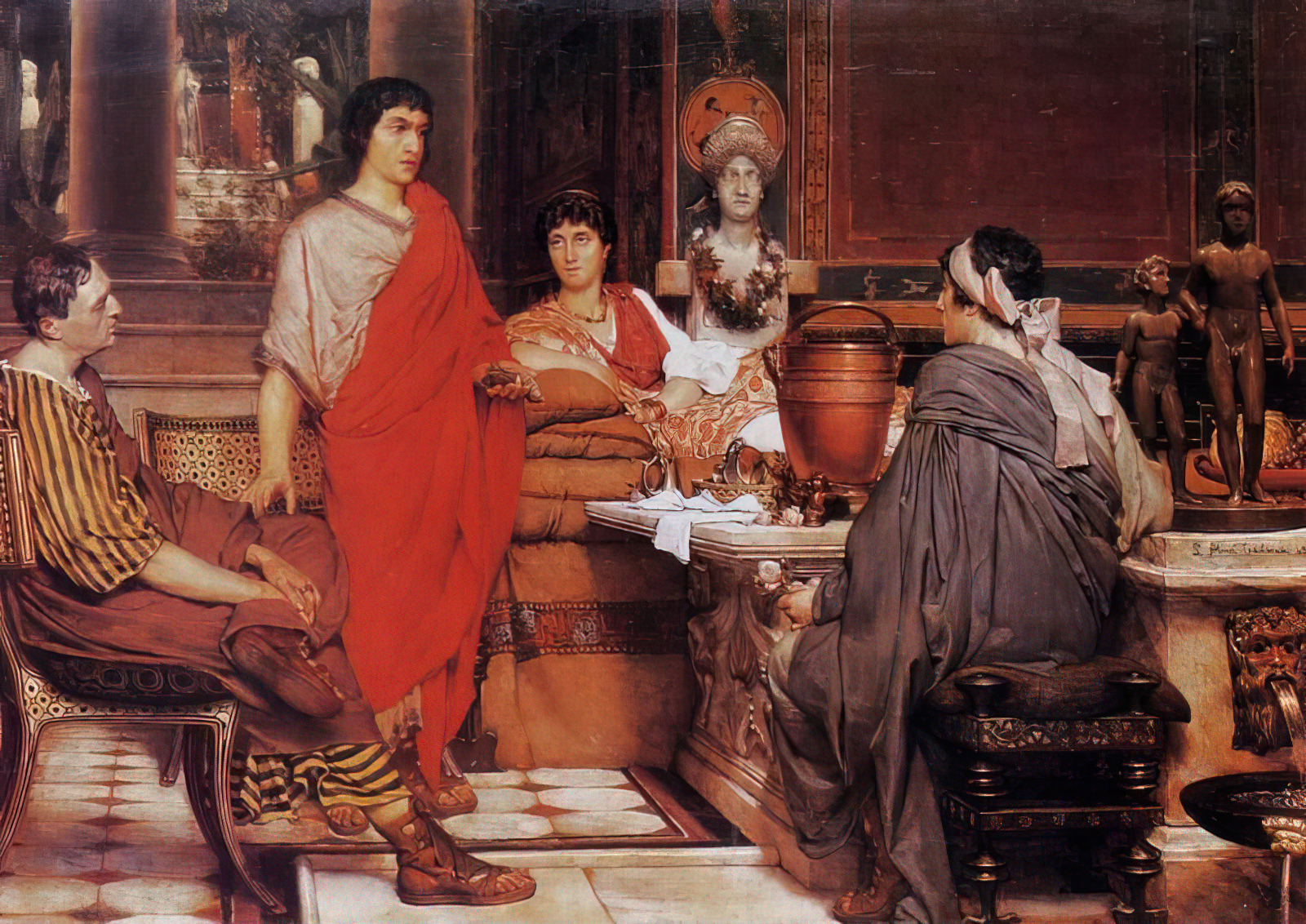
Básník Catullus na besedě v domě Lesbie. Obraz Lawrence Alma-Tademy z roku 1865.

Básník Catullus spěšně přivádí do svého domu krásnou Akmé a jeho otroci obušky zabraňují syrskému obchodníku s otroky Persistratovi ve vstupu. Persistrates křičí, že dívka je jeho otrokyně, která se mu ztratila na tržišti. Přitom ji již prodal konzulovi Quintu Caeciliovi Metellovi, údajně pro jeho manželku Clodii, a právě ji vedl do Caesarova domu. Už už by ji i znovu chytil, ale ukryla se do Catullova domu. Akmé však tvrdí, že není otrokyní, ale svobodnou ženou, která přednedávnem přišla do Říma. Catullus jí uvěří a Persistrata vyžene. Ten si s nářky na proradné a zlodějské Římany odchází stěžovat Metellovi.
Akmé je Catullovi – jehož totožnost nezná – velmi vděčna. Catullus se ji snaží u sebe zadržet, dívka však trvá na tom, že si musí pospíšit za svým bratrem. Přibyla totiž před nedávnem do Říma z Řecka, aby zde byla provdána. Zjevně se jí však neodchází lehce, nechce prý Catullovi prokázat nevděk a jeho prosby zcela oslyšet. Catullus se dohaduje, že jí není lhostejný, a náhle jí vyznává lásku. Než mu Akmé, uvržená do rozpaků, stačí dát odpověď, ohlásí Catullův sluha Furinus konzula Metella, který si přichází pro svou otrokyni. Catullus ukryje Akmé ve vedlejším pokoji.
Básník krátce o samotě přemítá: co jej na této dívce tak přitahuje? Je snad znovu zamilován? Může díky ní zapomenout na svou dřívější lásku „Lesbii“, jíž napsal básně, které ho proslavily po celé říši? Od doby, kdy ho „Lesbie“ oklamala, už nedokáže psát poesii…
Metellus přichází již zjevně podnapilý a hlučně se s Catullem vítá. Vyčítá mu, že zanedbává své přátele a už dlouho nenavštívil Metellův salon, kde se scházejí mimo jiné Cicero, Caesar, Gellius (při jeho jméně se Catullus otřese odporem), Hortensius – a zejména paní domu, Metellova choť Clodie. Nadutý Metellus si nechává od Catulla nalévat falernského vína a je přesvědčen, že Clodie (jejíž neustálé zálety jsou v Římě veřejným tajemstvím) je mu věrná, že – básníkovými slovy – „pije víno nemíchané“. Catullus ví o Clodii své a stejně tak i Metullovo holedbání o politickém vlivu nebere vážně. Pak Metellus konečně zavede řeč na to, proč přišel: Persistrates mu řekl, že se u Catulla skrývá otrokyně, kterou koupil údajně pro svou choť – spíše však pro vlastní zábavu. Ale víno ho natolik zmůže, že usne, než se dozví Catullovu odpověď. Catullus ho i s křeslem přesune do výklenku a ukryje za závěs.
Akmé vyjde ze dveří. Poslouchala rozhovor a dozvěděla se z něj, že je v domě básníka. Sama miluje poesii a bylo by jejím snem milovat poetu; bohužel, její ženich k němu má daleko. Svou lásku k poezii dokládá citací milostných básní básníka Catulla věnovaných Lesbii. Catullus je jejím idolem a kvůli němu by opustila i svého ženicha, kdyby slavný básník neměl již svou Lesbii. Catullus se jí již chystá prozradit své jméno, když se Akmé prořekne, že jejím manželem má být Septimius Severus, Catullův přítel. Nyní je Catullus zaražen. Furinus ohlašuje příchod Clodie a Catullus Akmé opět posílá do vedlejší místnosti; tentokráte ji však přímo žádá, aby rozhovor vyslechla. Mírní Akméino pohnutí, líbá ji cudně na čelo, ale chce jí ukázat, jak se to ve skutečnosti má s Catullem a jeho „Lesbií“, s básníkovým štěstím.
Pyšná a rozhodná Clodie vstupuje. Ptá se po „své“ otrokyni, ale hlavně ji rozrušilo podezření, že se Catullus zmocnil její otrokyně a chce ji milovat, aby Clodii ukázal své pohrdání. To ona je totiž básníkova „Lesbie“. Catullus jí jízlivě připomíná, kolik ona vystřídala milenců (například Gellia), a Clodie mu na oplátku vypočítává jeho milenky. Ale přes svůj nevázaný život Clodie básníka stále miluje jen Catulla. Ví, že i pro něho nebyla jen jednou z milenek: jen ona, „Lesbie“, dokázala inspirovat jeho poezii, a když ji Catullus opustil, jeho opustily múzy. Clodie šíleně žárlí na otrokyni, o které se doslechla, vyhrožuje Catullovi a pak jej naopak žadoní o lásku na kolenou. V tom okamžiku Catullus rozhrne závěs a Clodie náhle klečí před opilým chrápajícím manželem.
Catullus Metella budí a předává mu zdrcenou a poníženou Clodii. Pak oběma představuje Akmé, o níž se mezitím ukázalo, že si ji Persistrates spletl se skutečnou otrokyní. Metellus s Clodií odcházejí domů a Furinus odvádí Akmé k Septimiovi Severovi. Catullus jí názorně ukázal štěstí básníků a žen, které milují, a nyní zůstává sám. Ale pil z obou číší lásky – té ohnivé, opojné a smrtící i té něžné, čisté a spanilé – a jeho úděl v životě byl přece ten nejkrásnější.